# Jaroslav Číhalík
Jaroslav Číhalík (21. listopadu 1924 Trnava – 24. prosince 2005 Praha) byl analytický chemik a vysokoškolský pedagog působící na Přírodovědecké fakultě Univerzity Karlovy. Jeho jméno je neoddělitelně spjato se založením oboru zaměřeného na výuku ochrany přírodního, později životního prostředí na této fakultě.

## Rodinný život
Jaroslav Číhalík se narodil na Slovensku, kam byl jeho otec povolán, aby jako učitel pomáhal s rozvojem vzdělání v této části nově vzniklé Československé republiky. Základní školu absolvoval v Trnavě a Kremnici; středoškolská studia dokončil v Havlíčkově Brodě a Praze v období okupace a druhé světové války. Po celý život jej doprovázela manželka Marie.
Zemřel na Štědrý den roku 2005. Je pohřben v Havlíčkově Brodě.

## Vzdělání a odborná kariéra
Po konci války, hned v roce 1945, zahájil studium na Přírodovědecké fakultě Univerzity Karlovy (PřF UK) v Praze, zvolil si obor chemie a rostlinná fyziologie. Byl vynikajícím studentem, mimo jiné žákem významného českého analytického chemika profesora Oldřicha Tomíčka. Na doktora přírodních věd promoval v roce 1948, poté, co většinu předepsaných a rigorózních zkoušek složil s výborným prospěchem. Jeho další působení na Ústavu (dnes Katedře) analytické chemie PřF UK navázalo na jeho zájem a aktivity vykonávané v období studia, kdy zde byl zaměstnán jako správce přístrojů a knihovník. Tak byl již jako student pomocnou vědeckou silou, od roku 1948 se pak datuje jeho pedagogické působení v roli odborného asistenta: nejprve vedl laboratorní cvičení z analytické chemie a poté začal přednášet speciální a výběrové přednášky, později i základní přednášky z analytické chemie. 1. srpna 1959 se habilitoval na docenta analytické chemie a v roce 1968 (teprve 44letý) byl nominován nejprve mimořádným a později řádným profesorem. Kromě pedagogické činnosti byl prakticky celá 60. léta 20. století proděkanem Přírodovědecké fakulty Univerzity Karlovy.
Prof. Číhalík se na Ústavu či katedře analytické chemie PřF UK věnoval se především elektroanalytickým metodám, je např. autorem monografie Potenciometrie z roku 1961, která je obsahem i rozsahem (771 str.) zřejmě nejvýznamnějším českým dílem o této metodě. V letech 1963 a 1969–71 působil na Havanské univerzitě a na univerzitě v Santiago de Cuba. Se svou manželkou vydal na Kubě učebnici analytické kontroly léčiv pro farmaceutickou fakultu. Za dobu působení na Přírodovědecké fakultě UK napsal sám nebo se spolupracovníky řadu skript a přes 70 publikací do odborného tisku. Byl také spoluautorem příručky o měření pH z r. 1975. Prof. Číhalíka ovšem velmi zajímalo i to, k jakému účelu měření pH slouží, jím zkoumané metody se jevily vhodné pro analýzy složek přírody. V 70. letech se tak zabýval problematikou chemického znečištění životního prostředí, věnoval se analýze složek prostředí včetně stopové analýzy.

## Založení oboru Ochrana životního prostředí na Univerzitě Karlově

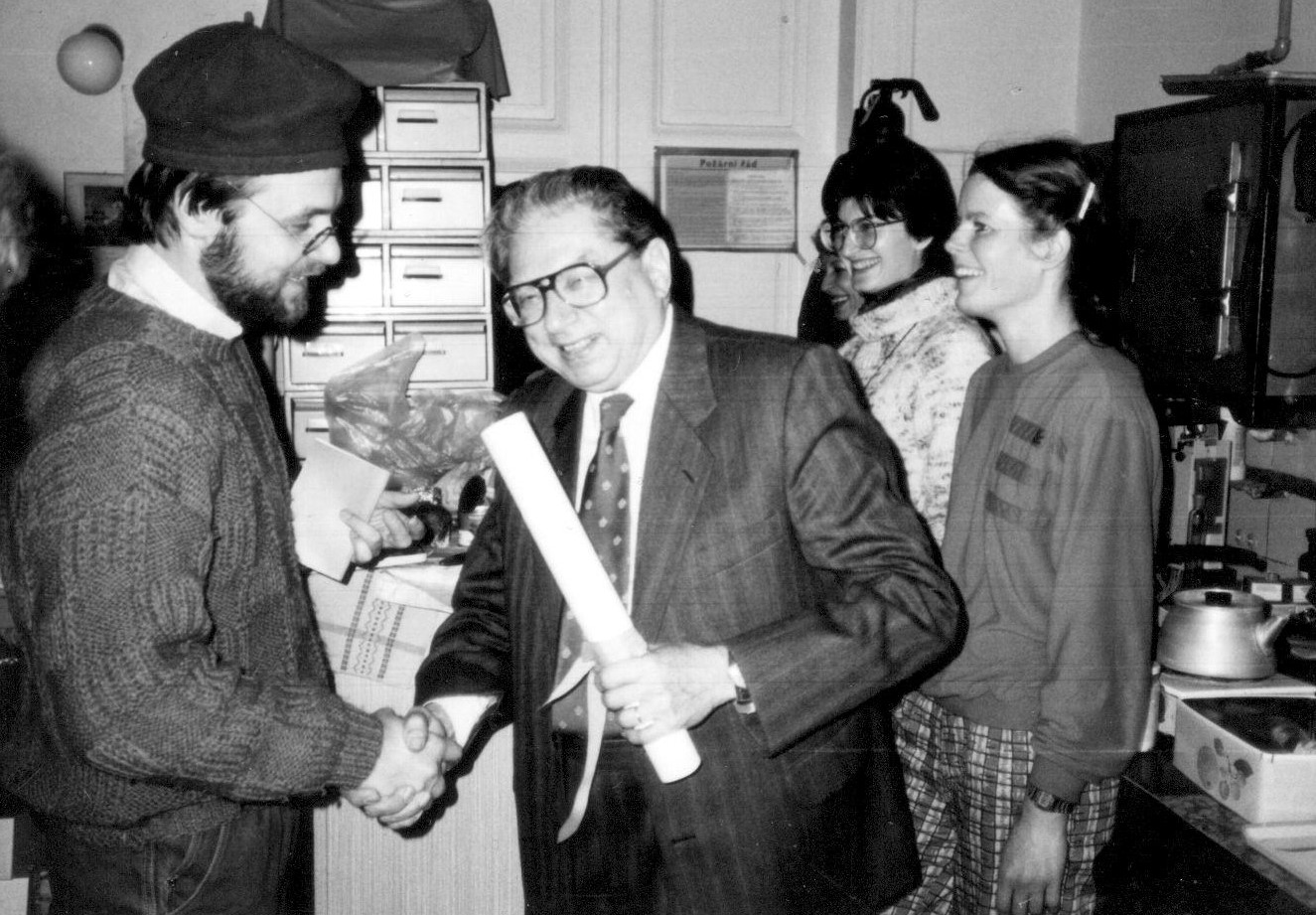
Jaroslav Číhalík na oslavě 65. narozenin se svými studenty

Jedním z hlavních podnětů k založení mezioborového studia životního prostředí na Přírodovědecké fakultě Univerzity Karlovy byla Konference OSN o životním prostředí člověka, která se konala ve Stockholmu v roce 1972. Tato konference zvýšila zájem o problematiku životního prostředí v mnoha zemích světa, včetně tehdejší ČSSR. Do té doby se otázkami poškozování životního prostředí zabývaly jen někteří věci, především na vysokých školách.
Na Univerzitě Karlově byla zavedena speciální přednáška o problematice životního prostředí zavedena na katedrách geografie, biologie a chemie Přírodovědecké fakulty. V roce 1971 byl profesor Číhalík pověřen katedrou analytické chemie, aby rozšířil výuku o aktuální otázky životního prostředí a jeho znečišťování. Inicioval zavedení přednášek o životním prostředí na chemických katedrách a následně zřídil čtyřsemestrální postgraduální studium zaměřené na praktickou ochranu životního prostředí. Tyto kurzy organizovali učitelé fakulty a odborníci z jiných vysokých škol i z praxe.
Zájem o tyto kurzy vedl k návrhu na vytvoření samostatného pětiletého studia ochrany životního prostředí. Profesor Číhalík hrál klíčovou roli v prosazování tohoto návrhu a vedl odbornou komisi, která se zasazovala o zavedení výuky o životním prostředí do všech oborů na fakultě.
Prosadit vytvoření tohoto studijního oboru bylo velmi náročné. Některé katedry se do přípravných prací zapojily ochotně, jiné však odmítaly s tím, že jejich obor s životním prostředím nesouvisí. Studijní plány nového oboru vznikaly za velkých diskusí a bylo nutné zajistit odborníky z jiných vysokých škol. Po dlouhých jednáních byl návrh na zřízení nového oboru podán na Ministerstvo školství týden před uzávěrkou.
Osnovy pětiletého studia „Ochrana přírodního prostředí“ byly schváleny až 14 dní před přijímacím řízením v roce 1977. I přes to se přihlásilo do prvního ročníku, který začínal bez vlastní katedry, učebnic a dalších pomůcek přes dvacet zájemců.
První ročník víceoborového studia „Ochrana přírodního prostředí“ byl otevřen v roce 1977 a první absolventi dokončili studium v roce 1982. Inspirací pro tento obor byly environmentální programy na Kalifornské univerzitě z konce 60. let. Nový studijní obor se zaměřoval na výchovu systémových ekologů, odborníků na ochranu a tvorbu životního prostředí. Profesor Číhalík získal pro spolupráci řadu uznávaných osobností (Jan Čeřovský, Vojen Ložek aj.) a dohodl praktické stáže a diplomové práce ve zvláště chráněných územích. Tento model studia byl následně zaveden i na dalších českých univerzitách.

### „Normalizace“ oboru a vývoj po r. 1990

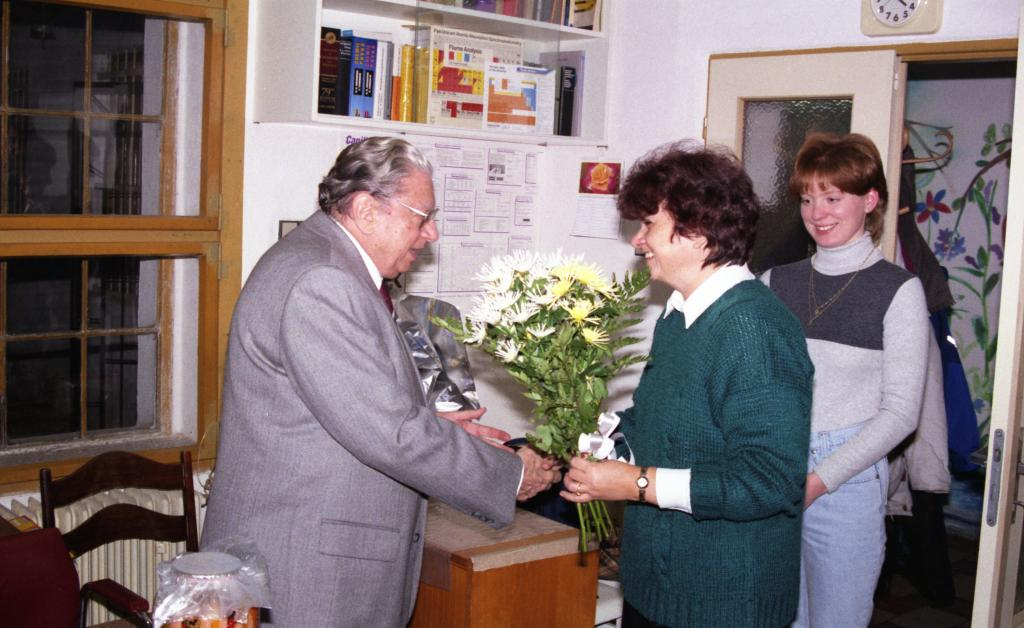
Jaroslav Číhalík v prosinci 1999 na katedře chemie Přírodovědecké fakulty UK

Ne všichni novému oboru fandili. Vadilo jim riziko možné povrchnosti vzdělání a neuměli ocenit potřebu syntetického propojení úzce specializovaných oborů. Prof. Číhalík byl ve vedení nového oboru nahrazen díky své apolitičnosti (a přirozené lidské slušnosti) průbojnějšími jedinci se „správným“ kádrovým profilem již po 3 letech jeho existence. V roce 1980 tak byla na Přírodovědecké fakultě Univerzity Karlovy ustavena Katedra ochrany životního prostředí a krajinné ekologie. Jejím vedením byl pověřen v tehdejších strukturách politicky silně angažovaný prof. ing. Jan Čabart, DrSc., dlouholetý pracovník v oblasti ekologie krajiny (prof. ing. Jan Čabart, DrSc., narozen 11.4.1931 v Kozích Horách, umírá na následky opakovaného infarktu v dubnu 1990).
V roce 1990 byl na bázi této katedry byl založen Ústav pro životní prostředí PřF UK, a teprve tehdy v jeho čele stanul prof. Čihalík, který byl pověřen jeho reorganizací. Později zde aktivně působil jako emeritní profesor prakticky do konce svého života (vedení Ústavu po prof. RNDr. Čihalíkovi převzal doc. RNDr. Martin Braniš, CSc.; nyní je studium na tomto ústavu je bakalářské (3 roky) s možností dalšího dvouletého magisterského studia.).

## Zásluhy a ocenění
Ačkoliv prof. Číhalík byl profesně analytickým chemikem, měl silný vztah k přírodě a její ochraně. Uvědomoval si velkou úlohu spolupráce vědeckých oborů při poznávání a řešení problémů životního prostředí. Již v 70. letech 20. století, v době normalizace, inicioval a prosadil zřízení průkopnického víceoborového studia „Ochrana přírodního prostředí“. Tehdy to znamenalo nesčíslně hodin jemné, zákulisní až konspirační politiky, přesvědčování, domlouvání, příprav projevů a stanovisek, zdůvodňování společenských potřeb i cest po „zadních schodištích“. Existenci, netradiční koncepci a materiální zázemí nového oboru prof. Číhalík důsledně obhajoval a snažil se zlepšit úroveň spolupráce a komunikace mezi jednotlivými obory fakulty. Studium se i tak odilo těžce, jeho vzniku předcházelo několik nezdařených pokusů.
Profesor Číhalík za svého působení na UK pracoval v řadě komisí, např. ve vědecké radě Přírodovědecké fakulty i Univerzity, v Komisi pro životní prostředí při Radě vlády České republiky, v Československé vědeckotechnické společnosti a dalších. Úspěšná byla jeho činnost ve funkci tajemníka univerzitní komise pro životní prostředí a koordinátora pro výuku životního prostředí na Univerzitě. Za práci ve všech těchto funkcích byl oceněn řadou vyznamenání, např. Zlatým odznakem za zásluhy o PřF UK, Zlatým odznakem za ochranu životního prostředí, Pamětní medailí k 650. výročí UK a oceněním Rady životního prostředí při vládě ČSR.
Pedagogická práce byla celoživotním zájmem a posláním prof. Číhalíka. Průkopnická aktivita prof. Číhalíka celkově vedla k pozdějšími vzniku Ústavu pro životní prostředí, který je dosud renomovaným celofakultním interdisciplinárním pracovištěm PřF UK. Číhalíkův celoživotní zájem o knihy a knihovny stál i u shromáždění unikátního souboru knih věnovaných problematice životního prostředí.

## Publikační činnost

### Knihy
- ČÍHALÍK, Jaroslav. Kvantitativní analysa. Praha: [s.n.], 1960. 228 s.

- ČÍHALÍK, Jaroslav. Potenciometrie. 1.. vyd. Praha: Nakladatelství Československé akademie věd, 1961. 771 s.
- ČÍHALÍK, Jaroslav. Elektrometrické metody v analytické chemii. 1.. vyd. Praha: Státní pedagogické nakladatelství,, 1963-1965. 2 svazky (282; 222 stran) : ilustrace s.
- ČIHALÍK, Jaroslav; DVOŘÁK, Jiří; SUK, Václav. Příručka měření pH. 1.. vyd. Praha: SNTL, 1975. 244 s.
- PAVLÍČEK, Zdeněk; ČÍHALÍK, Jaroslav. Chemie a životní prostředí. 1. vyd. Praha: SPN – Státní pedagogické nakladatelství, 1984. 148 s.
- ČÍHALÍK, Jaroslav. Analytická chemie pro studenty biologie. 1.. vyd. Praha: SPN – Státní pedagogické nakladatelství, 1986. 198 s.
- ČÍHALÍK, Jaroslav; CÍSAŘ, Václav; Havránek, et al. Člověk a životní prostředí. 1.. vyd. Praha: Státní pedagogické nakladatelství, 1987. 263 s.
- ČÍHALÍK, Jaroslav, a kol. Zdravotní nezávadnost potravin. 1.. vyd. Praha: Ministerstvo životního prostředí ČR ve spolupráci s Centrem ekologických informací v Zemědělském nakl. Brázda, 1991. ISBN 80-85368-15-3.
- Vliv zemědělství na životní prostředí. Příprava vydání Jaroslav Číhalík. Vyd. 1. vyd. Praha: Zemědělske Naklad. Brázda 86 s. ISBN 978-80-209-0236-8.